# Bonnaud
Bonnaud is een plaats en voormalige gemeente in het Franse departement Jura in de regio Bourgogne-Franche-Comté en telt 43 inwoners (2009). De plaats maakt deel uit van het arrondissement Lons-le-Saunier.

## Geshiedenis
Bonnaud is op 1 januari 2017 gefuseerd met de gemeenten Grusse, Vercia en Vincelles tot de gemeente Val-Sonnette. 

## Geografie
De oppervlakte van Bonnaud bedraagt 1,7 km², de bevolkingsdichtheid is dus 25,3 inwoners per km².
De onderstaande kaart toont de ligging van Bonnaud met de belangrijkste infrastructuur en aangrenzende gemeenten.

## Demografie
Onderstaande figuur toont het verloop van het inwonertal.
Bonnaud · Grusse · Sainte-Agnès · Vercia · Vincelles